# مهرجان نديفا لسينما المرأة
مهرجان نديفا لسينما المرأة (بالإنجليزية: The Ndiva Women's Film Festival) هُو مهرجان سينمائي أفريقي تستضيفه مدينة أكرا عاصمة غانا مُنذ تأسيسه سنة 2017. آسي تماكلوي هي مُؤسسة والمديرة التنفيذية للمهرجان.
امتدت الدورة الأولى من المهرجان في الفترة من 1 إلى 3 نوفمبر 2017، حيث كان المهرجان مُلتقى اجتمعت فيه صانعات السينما في أفريقيا .أما الدورة الثانية للمهرجان التي عُقدت في الفترة من 1 إلى 3 نوفمبر 2018، فقد انفتحت لتستقبل مُخرجات من باقي أنحاء العالم. افتُتحت الدورة بعرض فيلم «حياة إستيبان» لمُخرجته إينيس إشون، أما الفيلم الختامي للدورة فقد كان فيلم «بوتاتو بوتاهو» للمُخرجة شيرلي فريمبونج مانسو.

## روابط خارجية
- الموقع الرسمي للمهرجان